# Grangärde prästgård

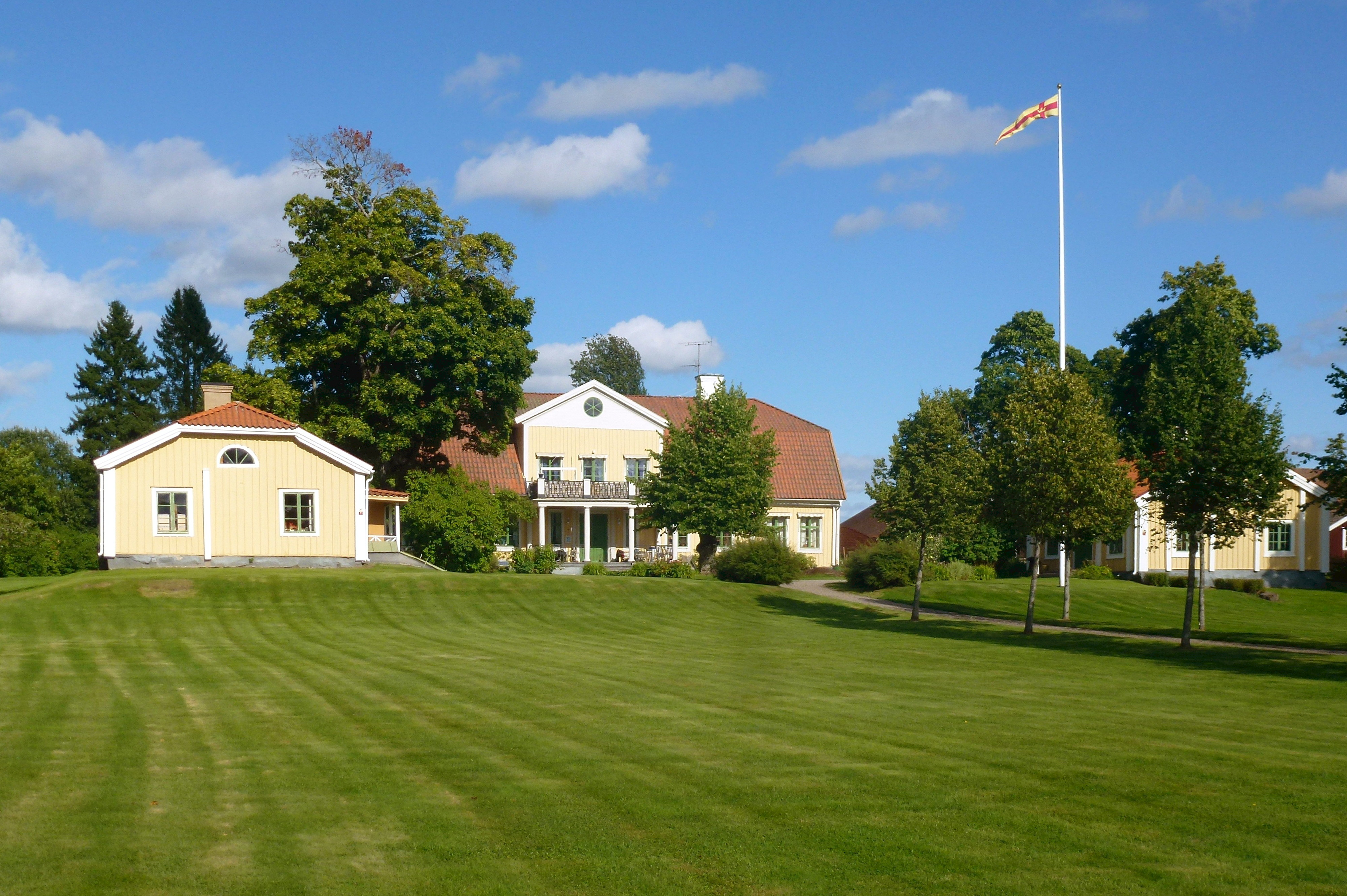
Grangärde prästgård, augusti 2013.

Grangärde prästgård ligger i tätorten Grangärde, Ludvika kommun, Dalarnas län. Nuvarande byggnad uppfördes 1797 och utgör idag en av Dalarnas största prästgårdar. Gården, som fortfarande används som bostad åt församlingens kyrkoherde, ingår i Ekomuseum Bergslagen.

## Historik

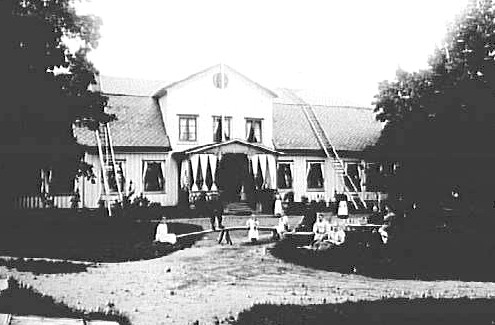
Gården kring 1895.

Den första prästgården byggdes ungefär 100 meter sydväst om Grangärde kyrka och härstammade troligen från 1400-talets slut, då Grangärde församling började hålla med egna präster. År 1628 nämns ”Prestegården” i ett protokoll från en biskopsvisitation i Grangärde. Då bestod anläggningen av gården och ett 25-tal ekonomibyggnader ”för en prästgårds alla behov och ändamål”. 
Den ursprungliga prästgården ersattes år 1797 av en ny byggnad. Med undantag av altanen och entrén på huvudbyggnaden är exteriören fortfarande densamma. Huvudbyggnaden flankeras av två fristående flygelbyggnader. Samtliga byggnader är uppförda i trä med stående panel i fasaderna som är målade i ljusgul kulör med vita detaljer. Taken är valmade och brutna sadeltak, täckta med lertegel. Huvudbyggnadens entréfasad accentueras av en mittrisalit i två våningar. Fram till huset leder en trädplanterad allé som sluttar ner till Bysjön. 
Nära prästgården finns den gamla tiondeladan och byns sockenmagasin (ej att förväxla med närbelägna Stora sjömagasinet) bevarade. Magasinet, en timmerbyggnad i två plan, uppfördes troligen under 1700-talets missväxtår för att säkra tillgången på utsäde.

## Bilder

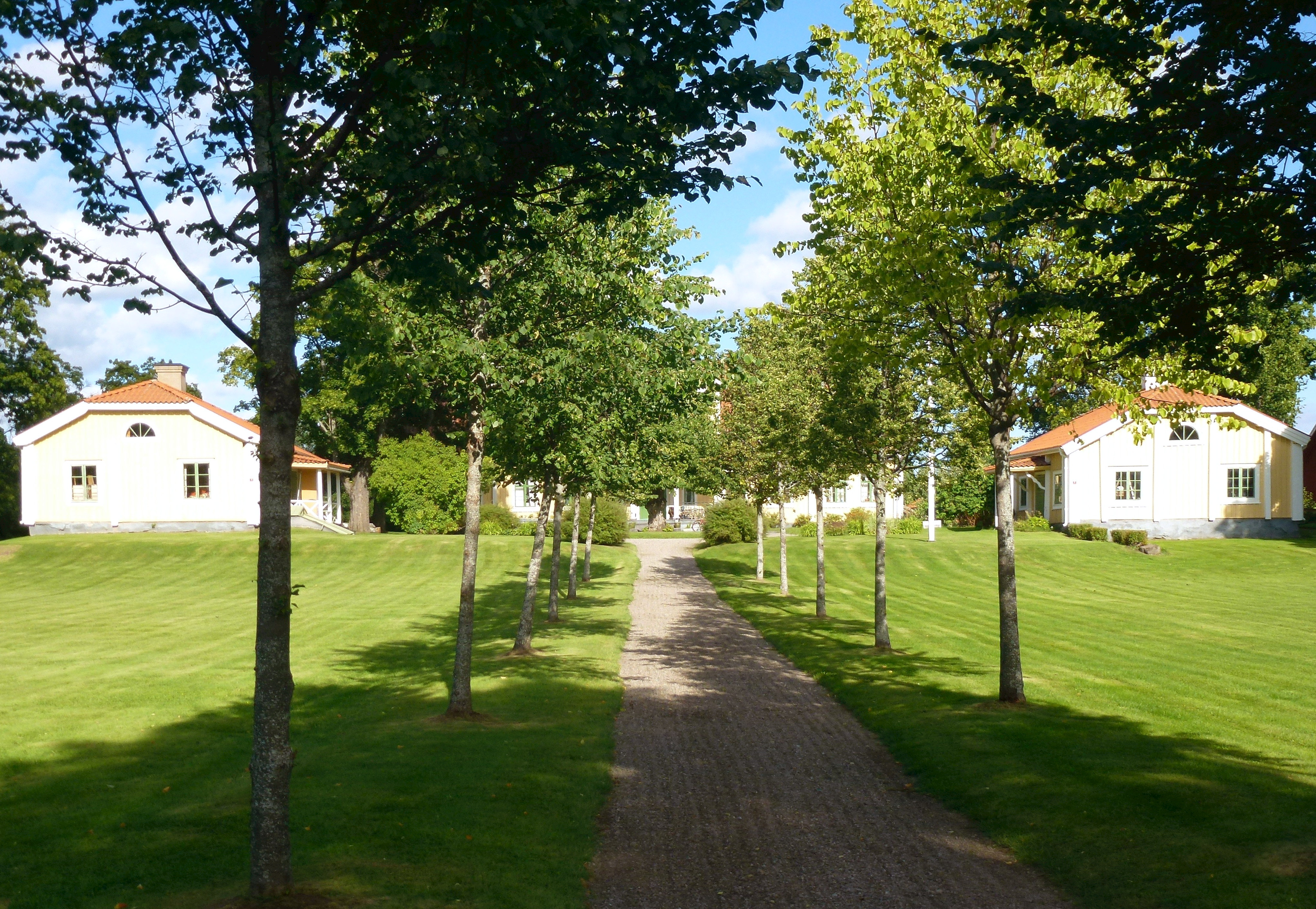
Allén upp till prästgården.
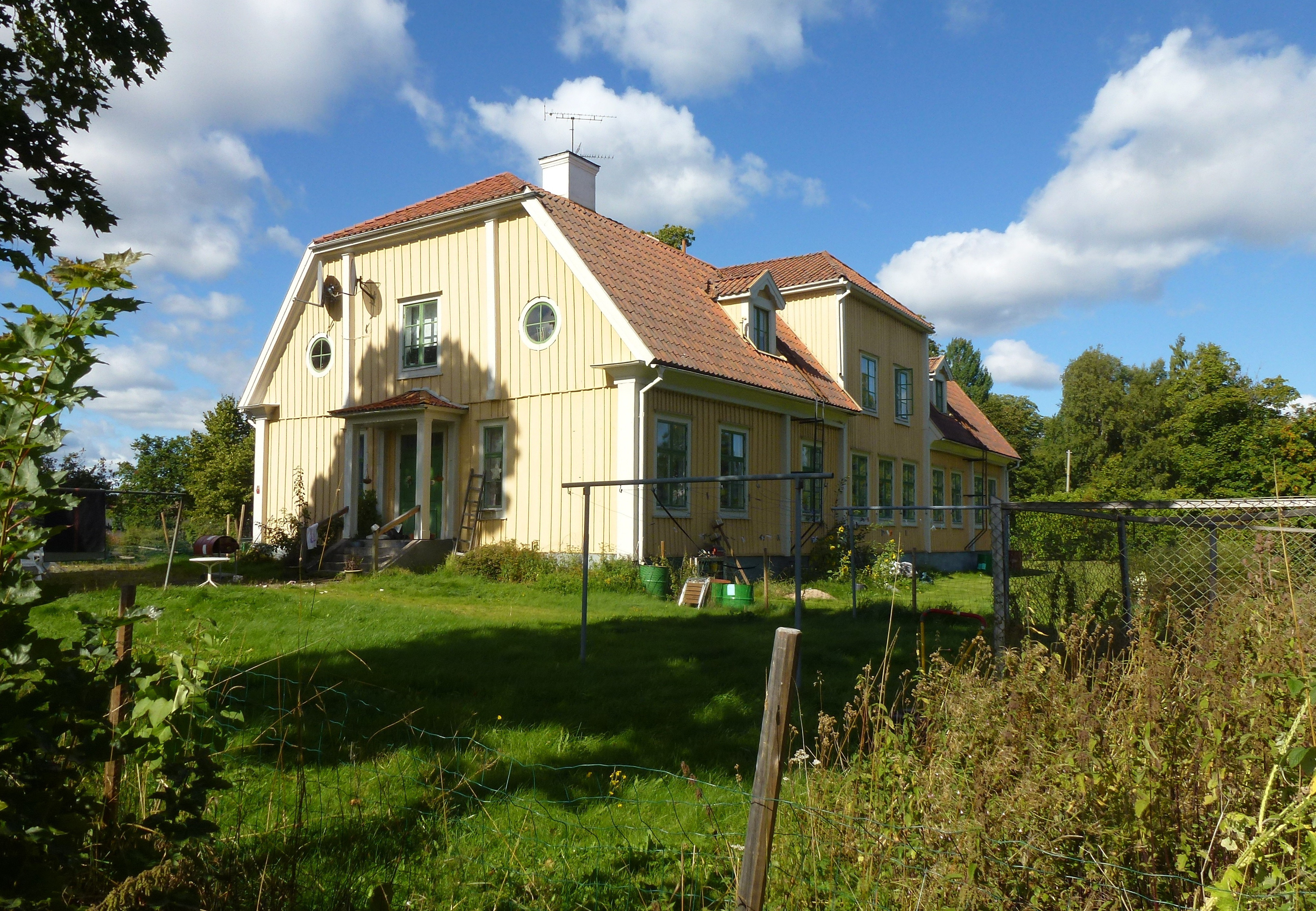
Grangärde prästgård, norrsidan.
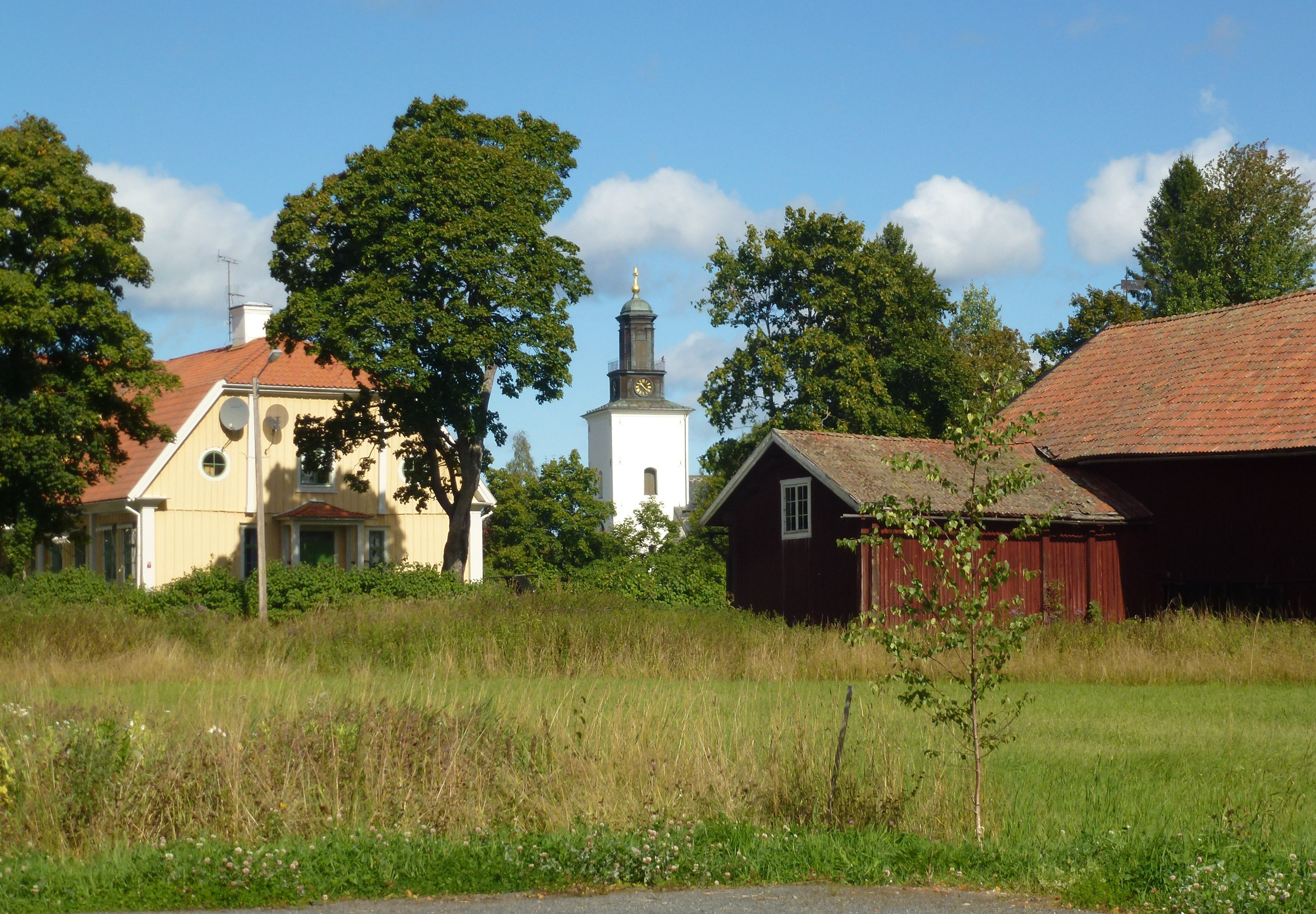
Gården, kyrkan och ladan.
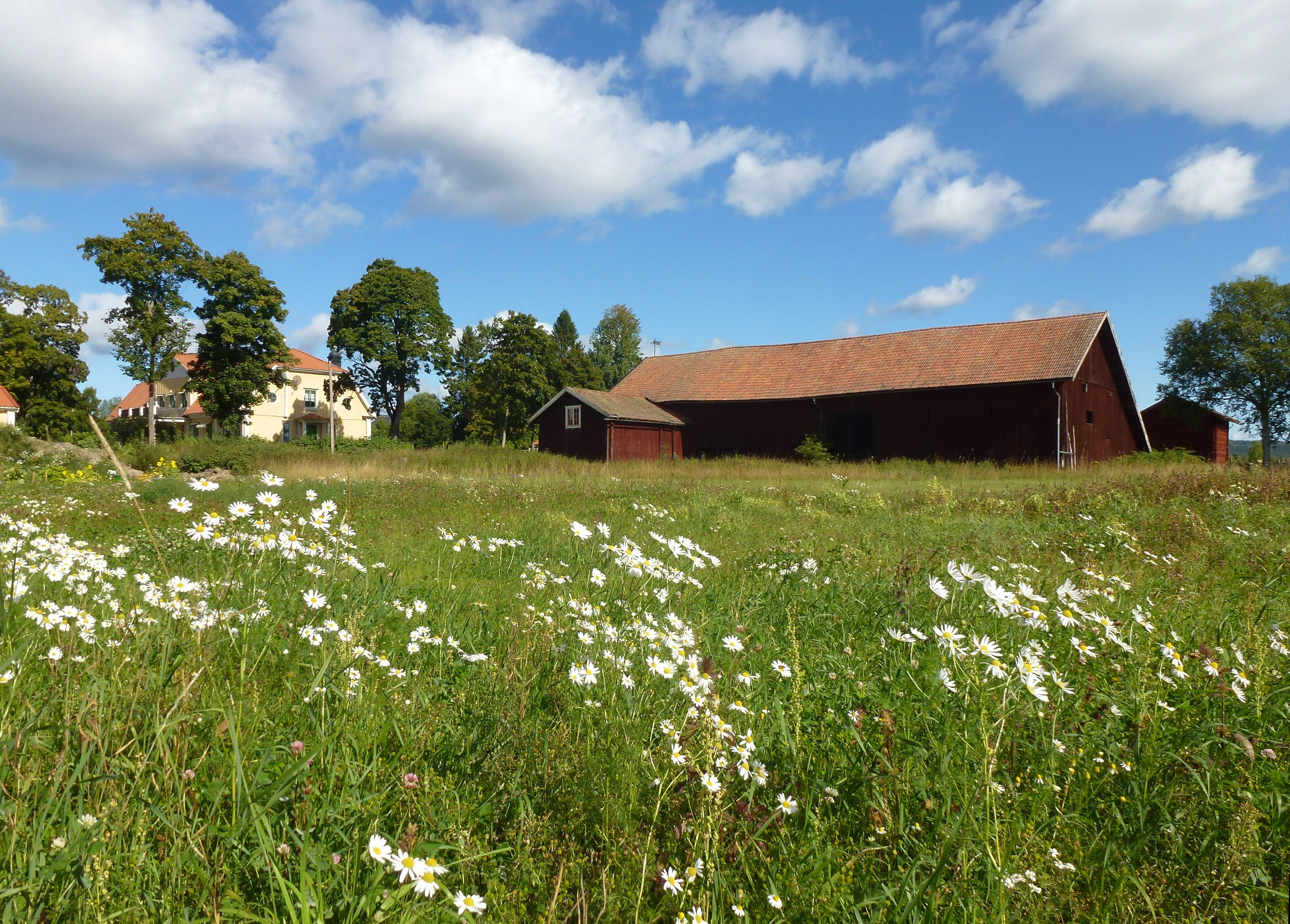
Gården och ladan.